# Scirpus lineatus
Scirpus lineatus är en halvgräsart som beskrevs av André Michaux. Scirpus lineatus ingår i släktet skogssävssläktet, och familjen halvgräs. Inga underarter finns listade i Catalogue of Life.